# Nokia 9300
Nokia 9300 este un creat Nokia și introdus în anul 2005. Este utilizat ca telefonul mobil voluminoas în modul închis, atunci când aceasta este deschisă poate fi folosit ca un notebook foarte mic cu un ecran de 640 x 200 pixeli.
Pe partea de jos este portul de infraroșu. Sub capacul bateriei este slotul pentru cartela SIM și un slot pentru cardul de memorie MMC. 
Cardul MMC poate fi schimbat fără scoaterea bateriei spre deosebire de SIM. 
Ecranul secundar are 1.7 inchi cu rezoluția de 128 x 128 pixeli care suportă 65.536 de culori, peste ecran în partea dreaptă sus este butonul de pornire/oprire. Sub ecran este un control de navigare în cinci direcții, butoanele de acceptare și respingere apel, două taste funcționale și dial-pad-ul.
După deschiderea clapetei se vede o tastatură completă QWERTY cu două chei de transfer, o bară de spațiu și tastele numerice în partea de sus și ecranul secundar.
Ecranul principal este de 4 inchi cu rezoluția de 640 x 200 pixeli care are densitatea pixelilor de 168 ppi.
Procesorul este un Texas Instruments OMAP 1510 care este tactat la 150 MHz.
Rulează sistemul de operare Symbian OS 7 care este bazat pe platforma Nokia Series 80. Browserul web este Opera. Clientul de e-mail suportă protocoalele POP3, IMAP4, SMTP, SyncML și BlackBerry Connect. 
Bateria lui Nokia 9300 are 7 ore de convorbire telefonic și de 8 zile în stand-by. Conform testelor de radiații FCC Nokia 9300 are un rating digital SAR de 0.21 W pe kilogram.